# Alyssum lycaonicum
Alyssum lycaonicum är en korsblommig växtart som först beskrevs av Otto Eugen Schulz, och fick sitt nu gällande namn av Theodore `Ted' Robert Dudley. Alyssum lycaonicum ingår i släktet stenörter, och familjen korsblommiga växter. Inga underarter finns listade i Catalogue of Life.